# Spathius dissors
Spathius dissors är en stekelart som beskrevs av Wilkinson 1931. Spathius dissors ingår i släktet Spathius och familjen bracksteklar. Inga underarter finns listade i Catalogue of Life.